# Francesco Ferdinando Brandi
Francesco Ferdinando Brandi, all'anagrafe Francesco Brandi (Napoli, 21 dicembre 1969), è un drammaturgo e regista teatrale italiano.

## Biografia
Napoletano di nascita, da ragazzo si trasferisce con la famiglia a Firenze dove inizia la sua formazione teatrale studiando e lavorando come attore e regista con le compagnie fiorentine CIT, Laboratorio Nove, Krypton, Pupi e Fresedde.
Nel 1996 debutta al Teatro di Rifredi con la sua prima regia Catastrofi, uno spettacolo tratto da atti unici di Samuel Beckett.
L’anno dopo inizia una lunga carriera di aiuto regista in cui collabora con Cristina Pezzoli, Sergio Fantoni, Giancarlo Sepe e Serena Dandini.
Soprattutto il sodalizio con Sergio Fantoni, durato dieci anni, costituisce il suo momento di formazione più importante.
Nel 2000 la prima regia di successo è Assemblea condominiale di Gerard Darier che gira in turnèe per tre anni e resta in cartellone a Roma due mesi.
Nel 2001 inizia la collaborazione con il Teatro di Sardegna per cui crea la Compagnia dei giovani e insieme alla compagnia storica mette in scena Sogno di una notte d’estate da William Shakespeare e Il Campiello di Carlo Goldoni. La collaborazione continuerà poi con Due donne che ballano di Josep Maria Benet i Jornet, Maratona di New York di Edoardo Erba e Le ferite del vento di Juan Carlos Rubio.
Nel frattempo inizia la carriera di drammaturgo. Nel 2003 collabora con Sergio Fantoni e Gioele Dix alla scrittura dello spettacolo Edipo.com.
Nel 2006 va in scena la sua prima commedia Tutta colpa degli uomini, a cui seguirà, nel 2009, Niente progetti per il futuro che vince il Premio Flaiano e che metterà in scena l’anno dopo con Giobbe Covatta e Enzo Iacchetti. E nel 2017 con la commedia Prestazione occasionale vince il Premio Achille Campanile.
Nel 2014 inizia una collaborazione con Max Paiella con cui realizzerà quattro spettacoli tra cui Anche se sei stonato scritto e interpretato da Marco Presta.
Nel 2018 mette in scena la sua commedia Prestazione occasionale con Antonella Questa, Massimo Brizi, Federico Vanni, Corrado Giannetti e Gianluigi Fogacci.
Fonda a Firenze la Compagnia Florence Live Theatre per rappresentare i testi classici italiani in lingua inglese. Lo spettacolo di debutto è Mandragola di Niccolò Machiavelli rappresentato, itinerante, a Villa Le Piazzole di Firenze.
È esperto di pedagogia teatrale, ha una lunga carriera di insegnante e coach per attori.  
Nel 2021 è Acting coach nel film Sposa in rosso di Gianni Costantino, con Eduardo Noriega e Sarah Felberbaum.
Nel 2023 mette in scena lo spettacolo di e con Giovanni Scifoni Fra' - San Francesco la superstar del medioevo che registra il tutto esaurito per tre settimane consecutive al Teatro Sala Umberto di Roma.

## Teatro
- Assemblea Condominiale di Gérard Darier (Teatro di Rifredi, 2000)
- Il sogno di una notte d’estate di W. Shakespeare (Teatro di Sardegna, 2001)
- Il Campiello di Carlo Goldoni (Teatro di Sardegna, 2002)
- La Bibbia ha quasi sempre ragione di e con Gioele Dix (Mismaonda, 2006)
- Donna Manager in alto mar di F.F.Brandi e Roberto Turchetta (Mismaonda, 2008)
- Tutta colpa degli uomini di F.F.Brandi (Bis 3000, 2010)
- Niente Progetti per il futuro di F.F.Brandi (La Contemporanea, 2011)
- Vecchia sarai tu di e con Antonella Questa (LaQ Prod, 2012)
- Due donne che ballano di Benet i Journet (Teatro di Sardegna, 2013)
- La vita è un viaggio di e con Beppe Severgnini (Mismaonda, 2013)
- Indagine di un musicista al di sopra di ogni sospetto di e con Max Paiella (LSD, 2014)
- Svergognata di e con Antonella Questa (LaQ Prod, 2014)
- Anche se sei stonato di e con Marco Presta (LSD, 2014)
- Maratona di New York di Edoardo Erba (Teatro di Sardegna, 2014)
- Sono d’accordo su tutto di e con Max Paiella (LSD, 2015)
- Solo per voi di e con Max Paiella (LSD, 2016)
- Le ferite del vento di Juan Carlos Rubio (Sardegna Teatro, 2016)
- Prestazione occasionale di F.F.Brandi (Teatro Carcano, 2018)
- An evening in the Renaissance - adattamento in lingua inglese di Mandragola di Machiavelli (Florence Live Theatre, 2018)
- Al clima non ci credo di e con Mario Tozzi e Lorenzo Baglioni (Mismaonda, 2019)
- Fra' - San Francesco la superstar del medioevo di e con Giovanni Scifoni (Teatro Carcano di Milano - Teatro Sala Umberto di Roma, 2023)

## Drammaturgia
- Sogno di una notte d’estate di W. Shakespeare - traduzione e adattamento, 2001
- Edipo.com di S.Fantoni e G.Dix - collaborazione alla stesura del testo, 2004
- Tutta colpa degli uomini - commedia teatrale, 2007
- Donna manager in alto mare - commedia teatrale, 2008
- Niente progetti per il futuro - commedia teatrale, 2009
- Vecchia sarai tu - monologo teatrale di Antonella Questa - collaborazione al testo, 2012
- Prestazione occasionale - commedia teatrale, 2018
- An evening in the Renaissance - adattamento in lingua inglese di Mandragola di Machiavelli, 2018

## Improvvisazione teatrale
Dal 1990 lavora come formatore e ricercatore nell’arte dell’Improvvisazione Teatrale con le principali compagnie di improvvisazione nazionali, tra cui la Lega Italiana Improvvisazione Teatrale, Ares Teatro e Improteatro.
Ha diretto e interpretato numerosi spettacoli e format di improvvisazione teatrale, tra cui il Match d’Improvvisazione Teatrale.

## Riconoscimenti
Premio Flaiano per la commedia Niente progetti per il futuro, 2009
Premio Achille Campanile per la commedia Prestazione occasionale, 2017